# Morcego-Streifenfruchtvampir
Die Fledermausart Morcego-Streifenfruchtvampir (Platyrrhinus recifinus) gehört zur Familie der Blattnasen (Phyllostomidae) und ist in Brasilien beheimatet.

## Beschreibung
Der Morcego-Streifenfruchtvampir ist mit einer Gesamtlänge von 58,4 bis 60,8 mm, einer Unterarmlänge von 39,9 bis 43,5 mm und einem Gewicht von 14 bis 19 g ein mittelgroßer Vertreter der Gattung der Streifen-Fruchtvampire. Wie andere Arten dieser Gattung besitzt auch Platyrrhinus recifinus einen markanten hellen Streifen auf dem Rücken, welcher zwischen den Ohren beginnt und an der Schwanzflughaut endet, sowie jeweils einen Streifen über und unter den Augen. Die Fellfarbe variiert zwischen grau und braun, mit einem helleren Bauchbereich. Die Füße sind dicht behaart. Die Art ist größer als die sympatrisch vorkommende Platyrrhinus incarum und kleiner als P. lineatus. Die oberen Schneidezähne sind zudem im Gegensatz zu den beiden anderen Arten dreifach statt zweifach gezackt. Als Vertreter der Blattnasen besitzt Platyrrhinus recifinus ein ausgeprägtes Nasenblatt.

## Lebensweise
Der Morcego-Streifenfruchtvampir lebt in bewaldeten Gebieten nahe der Atlantikküste, sowohl in Primär- als auch Sekundärwald. Sie ist wie die meisten Fledermäuse nachtaktiv. Tagsüber findet man die Art in kleinen Gruppen von bis zu 10 Individuen in hohlen Bäumen, unter Blättern oder in Höhlen. Zur bevorzugten Nahrung gehören Früchte von Ameisenbäumen (Gattung Cecropia) und Feigen (Gattung Ficus).

## Verbreitung und Lebensraum
Der Morcego-Streifenfruchtvampir ist in Brasilien endemisch und wird von der IUCN als ungefährdet eingestuft.